# Президентські вибори в Росії 2018
Вибори Президента Росії відбулися 18 березня 2018 року в річницю анексії Криму Росією. Згідно з Конституцією РФ, главу держави обрано на 6 років шляхом рівного і прямого загального таємного голосування. 
Вибори відбувались також на території окупованого Росією Криму в українській Автономній Республіці Крим та м. Севастополь, що робить ці вибори незаконними з точки зору міжнародного права. За прогнозами російської соціологічної компанії «Левада-Центр», явка на вибори повинна була становити 52-54 %. Такий низький показник деякі політологи вважають бойкотом влади, що діє у країні.
Путіна було переобрано на другий президентський термін поспіль і на четвертий загалом у першому турі. За офіційними даними явка склала 67,54 %.

## Хід подій

### Ключові дати
- 15 грудня 2017 року[8] (за 90-100 днів до дати виборів[9]) — призначення виборів Радою федерації.
- Рішення про призначення виборів офіційно опубліковано 18 грудня[10]
- Після опублікування рішення про призначення виборів, не пізніше 21 грудня проводиться опублікування списку політичних партій, мають право висувати своїх кандидатів[11][12]
- Протягом 20 днів після публікації рішення про призначення виборів (з 18 грудня 2017 по 7 січня 2018 року) — самовисування кандидатів, подання до ЦВК клопотання про реєстрацію групи виборців (не менш ніж 500 осіб) та інших документів[13][12]
  - До моменту надання документів висувається кандидат зобов'язаний закрити іноземні рахунки і вклади, припинити зберігання грошей і цінностей в іноземних закордонних банках, припинити використання іноземних фінансових інструментів[14][15]
  - ЦВК РФ реєструє групу виборців (або відмовляє в його реєстрації) не пізніше 5 днів після подання документів[16]
- Протягом 25 днів після опублікування рішення про призначення виборів (з 18 грудня до 12 січня 2018 року[12]) — висунення кандидатів на з'їздах політичних партій, подання до ЦВК рішення з'їзду про висунення кандидата та інших документів[17]
  - До моменту надання документів висувається кандидат зобов'язаний закрити іноземні рахунки і вклади, припинити зберігання грошей і цінностей в іноземних закордонних банках, припинити використання іноземних фінансових інструментів[18][19]
  - ЦВК РФ реєструє кандидатів, висунутих партією, (або відмовляє в реєстрації) в термін не пізніше 5 днів після подання документів (до 6-15 січня)
- Кандидати проводять збір 300 тисяч (для самовисуванців) або 100 тисяч (для кандидатів від непарламентських партій) підписів виборців та готують інші документи. Підписні листи та інші документи подаються до ЦВК не раніше 80 днів і не пізніше 45 днів до дати виборів (не пізніше 18 годин 31 січня)[20]
  - Перевірка дотримання порядку висунення кандидата проводиться ЦВК протягом не більш ніж 10 (20) днів[21], також проводиться перевірка не менше 20 % підписів[21]з підписних листів. В термін не більш 10 днів після отримання всіх документів кандидата відбувається його реєстрація або відмова у реєстрації

- до 28 грудня — уточнення списку виборчих дільниць і їх кордонів[12]
- до середини-кінця січня 2018 року — утворення виборчих дільниць[12]
- не пізніше 22 січня — формування територіальних виборчих комісій[12]
- не пізніше 1 лютого 2018 року — формування дільничних виборчих комісій[22][12]

- з 17 лютого по 17 березня 2018 року — проведення передвиборчої агітації на телебаченні, радіо та у друкованих ЗМІ

- до кінця лютого 2018 року — публікація (в тому числі і в інтернеті) передвиборчої програми кандидата, подання її копії в ЦВК
- до 13 березня 2018 року кандидат має право зняти свою кандидатуру, партія має право відкликати висунутого нею кандидата
- до 12 березня 2018 року дозволена публікація результатів опитування громадської думки, прогнозів результатів виборів[12]
- до 17 березня 2018 року кандидат має право зняти свою кандидатуру

- 17 березня 2018 року — «день тиші»
- 18 березня 2018 року — день голосування [23]

- до 30 березня 2018 року — визначення результатів
- до 1 квітня 2018 року — опублікування результатів
- 8 квітня 2018 року — за необхідності день повторного голосування[24]

### Законодавчі параметри

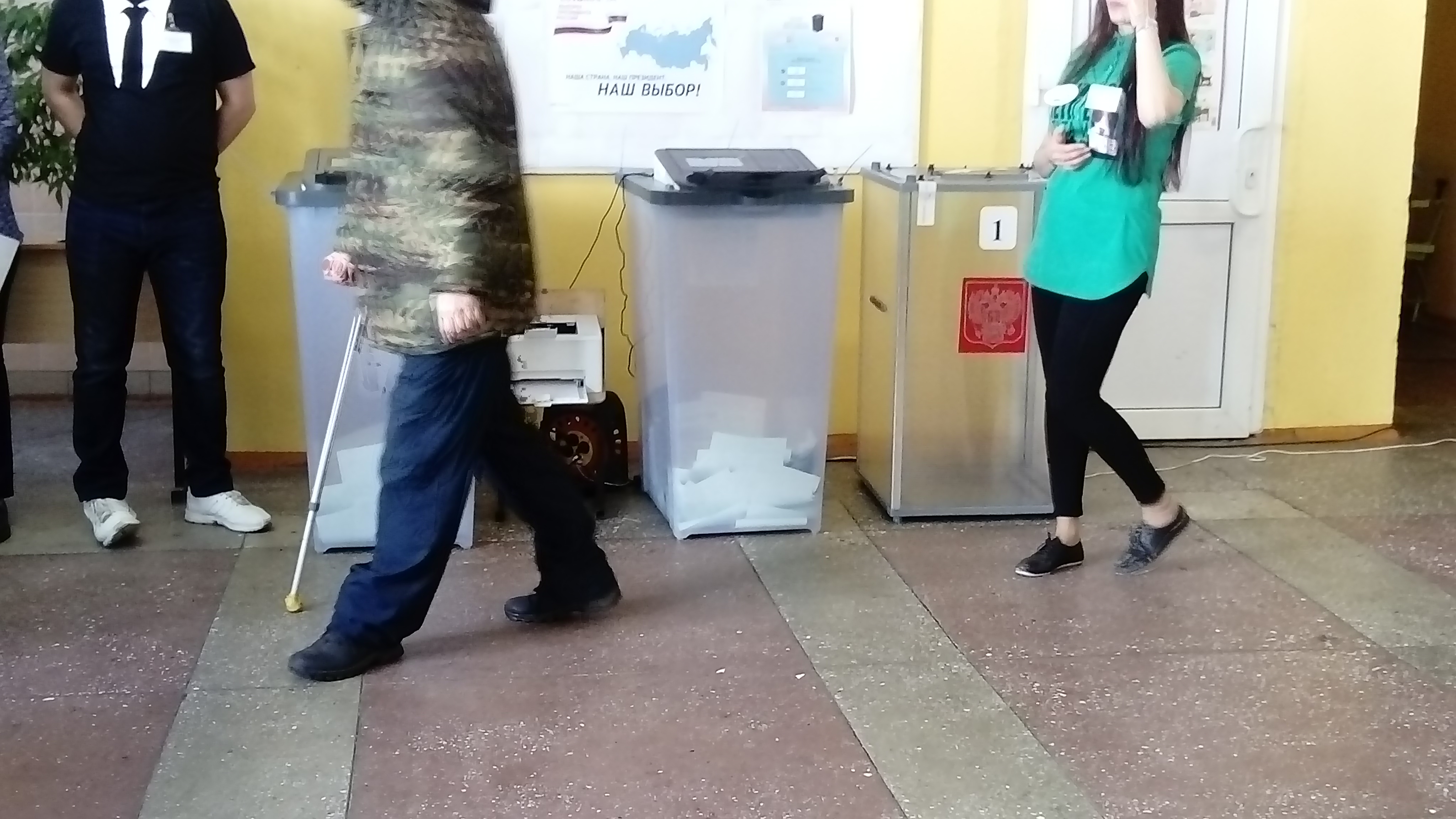
Урни для бюлетенів

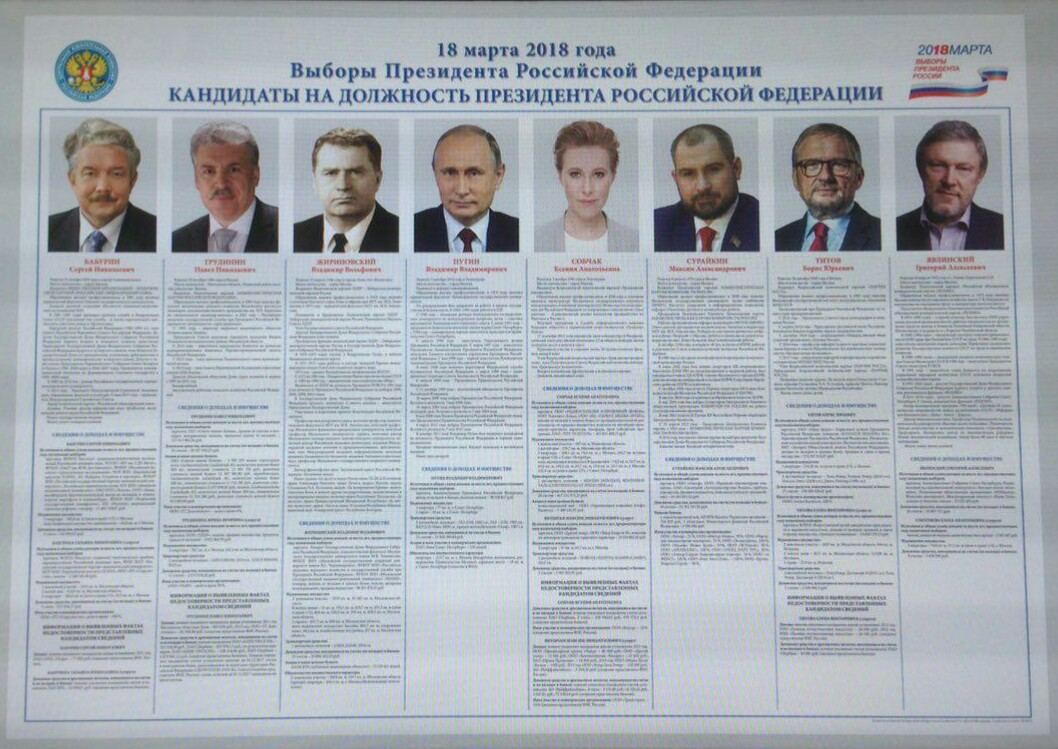
Плакат з інформацією про кандидатів на одній з виборчих дільниць

Відповідно до закону «Про вибори Президента РФ», перший тур проводиться в другу неділю місяця, в якому пройшли попередні загальні вибори, тобто 11 березня 2018 року. Разом з цим, якщо неділя на яку повинні бути призначені вибори, доводиться на тиждень, що включає неробочий або святковий день, вибори призначаються на наступну неділю. На підставі цих положень законодавства, вибори президента РФ відбулися 18 березня 2018 року.

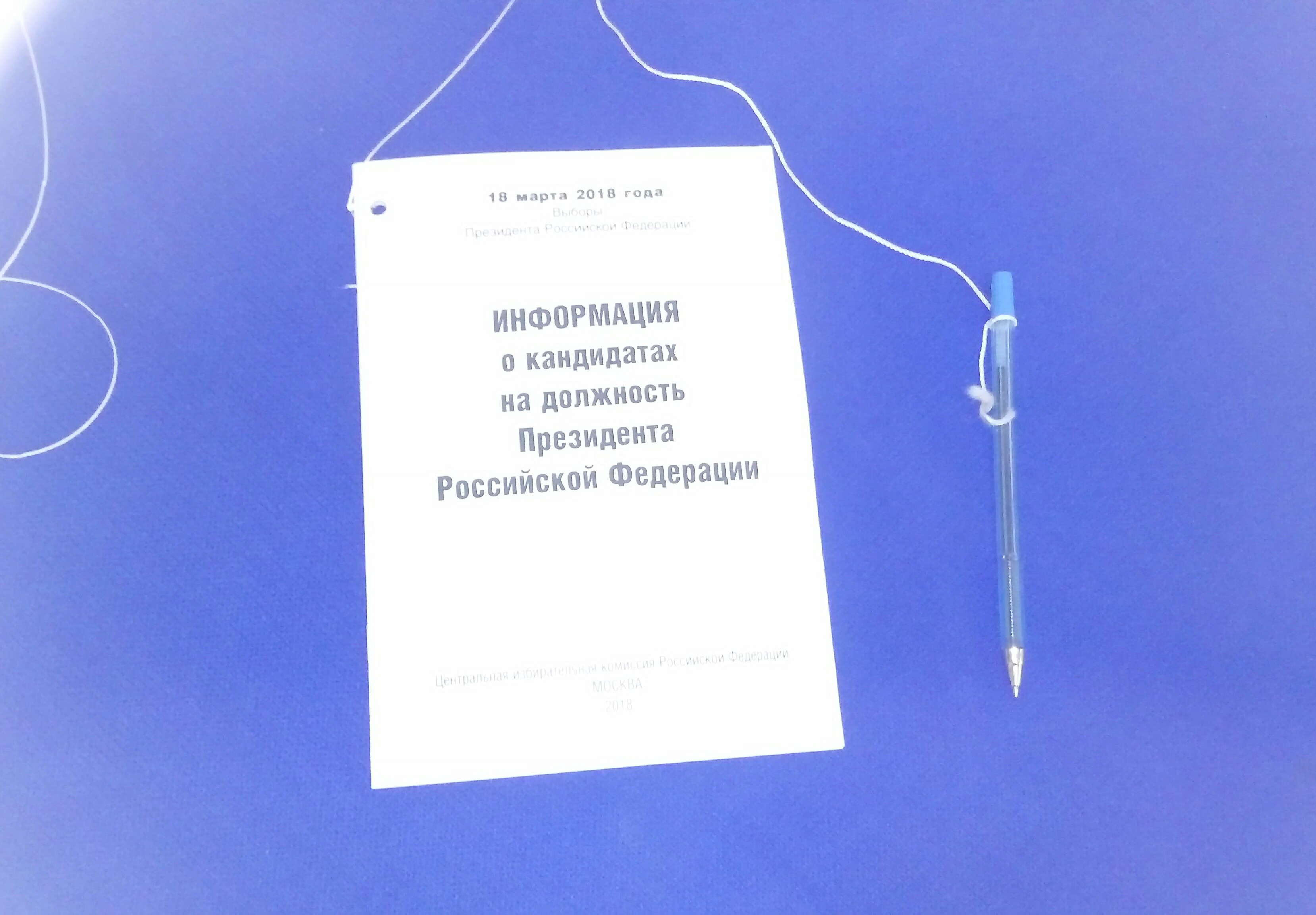
Книжка з даними про кандидатів на одній з виборчих дільниць

## Передвиборча кампанія

### Кандидати і агітація в ЗМІ

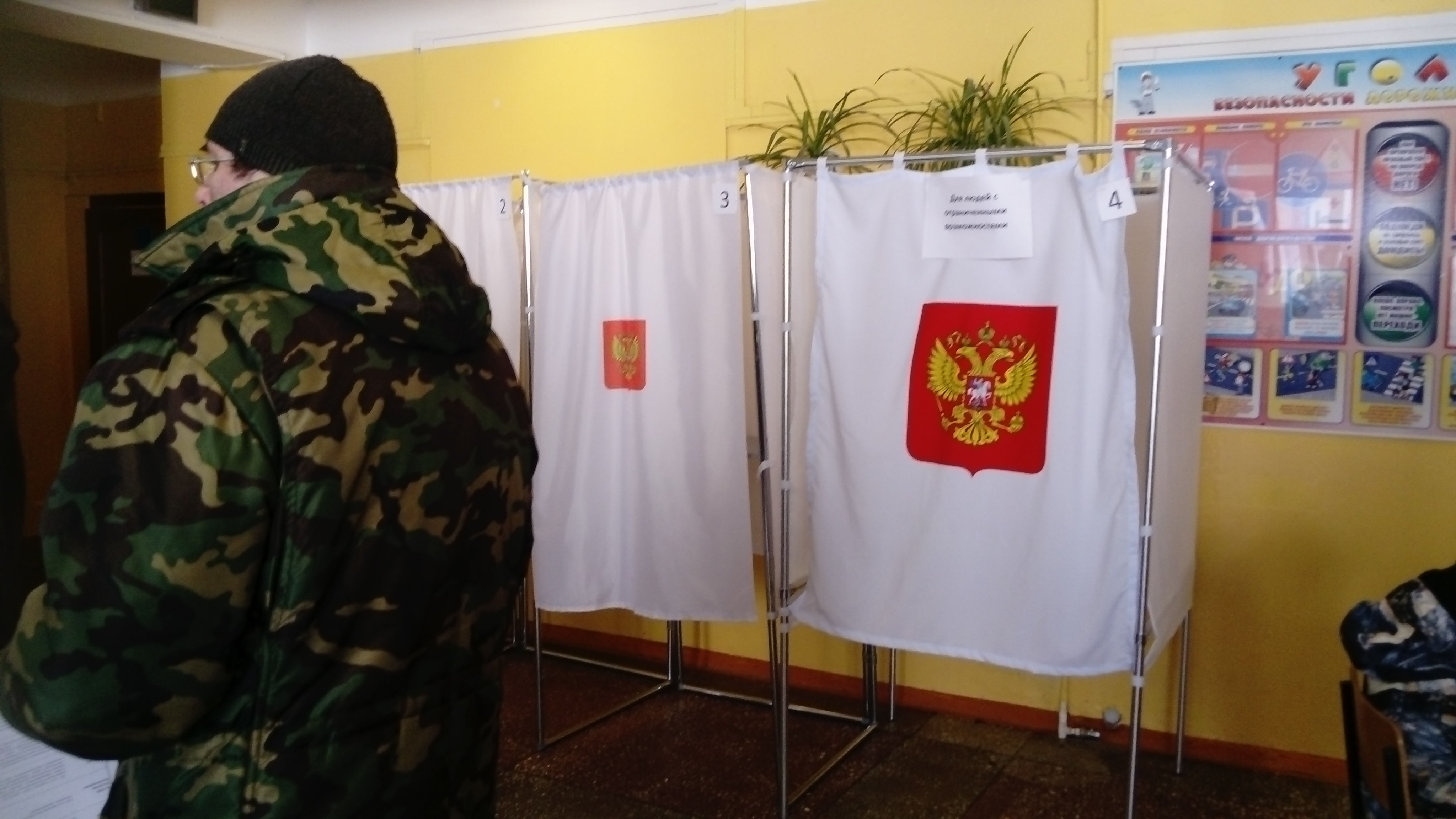
Кабінки для голосування

14 лютого 2018 року ЦВК РФ запропонувала призупинити показ фільму Олівера Стоуна «Інтерв'ю з Путіним», який телеканал почав показувати напередодні. Голова ЦВК Елла Памфілова оголосила про «відсутність ознак агітації» в цьому фільмі. Цьому передувало звернення голови партії «Яблуко» Емілії Слабунової у ЦВК Росії з вимогою припинити показ фільму на російському Першому каналі через незаконну агітацію. Розміщення фільму не було оплачено з виборчого фонду Путіна, а показ проходив до початку дозволеного терміну агітації в ЗМІ.
На передвиборчому сайті Ксенії Собчак з'явилася скарга її адвоката у ЦВК за фактом порушення закону про вибори через повторний показ на Першому каналі цього фільму.

### Володимир Путін

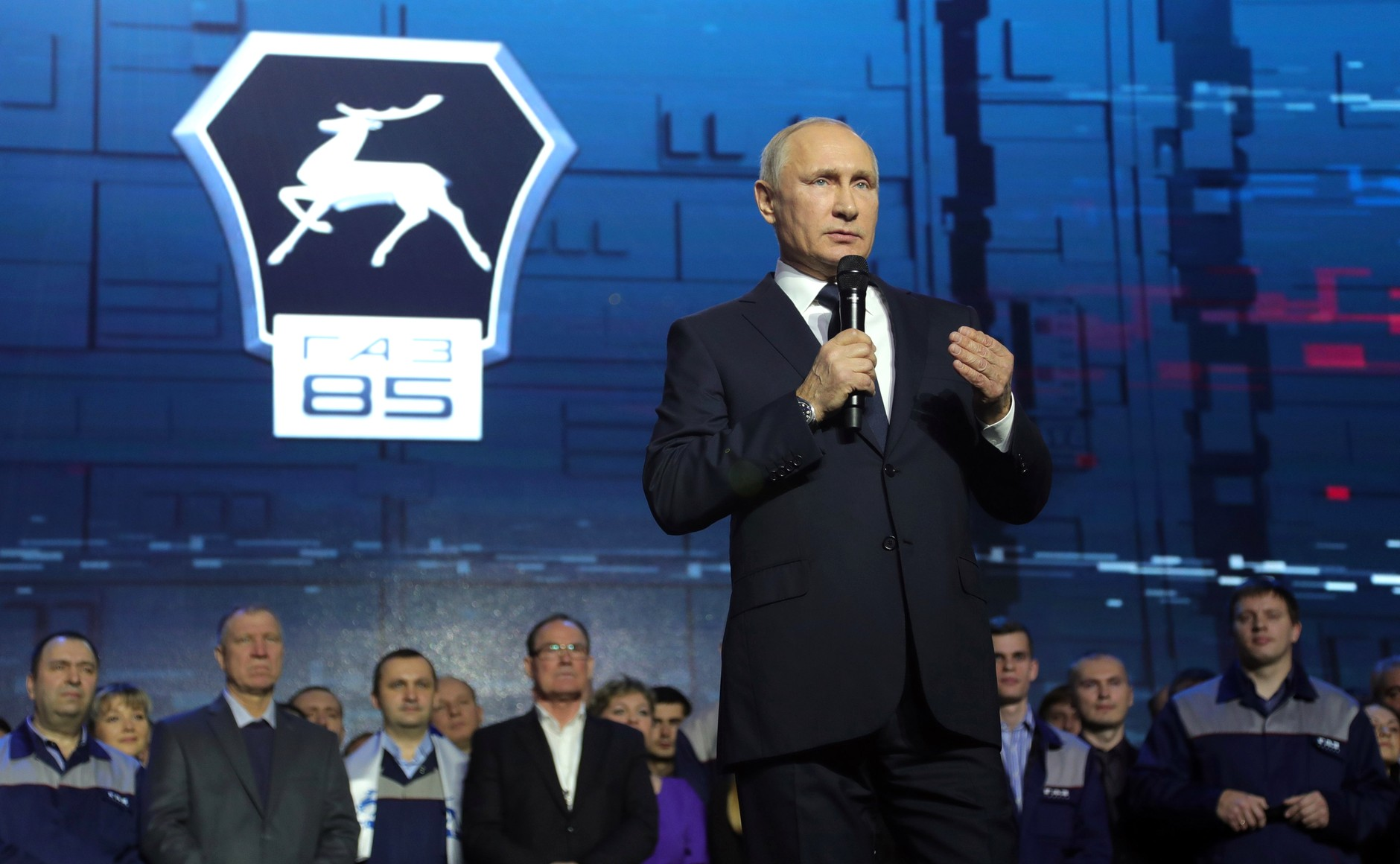
Путін анонсує участь у виборах, грудень 2017

Путіна було обрано президентом 2012 року (до 2018 року), він має право на переобрання. Деякі назвали наступником Путіна губернатора Тульської області Олексія Дюміна. Інші вважали, що Путін братиме участь у виборах, але оголосять це якомога пізніше, щоб провести коротку кампанію.

Передбачалося, що Путін оголосить про свою номінації 14 грудня 2017 року на своїй щорічній пресконференції. Проте на початку грудня 2017 року деякі експерти заявили, що Путін оголосить про свою участь у виборах 6 грудня під час нагороджень «Волонтер Росії 2017». Прессекретар Путіна Дмитро Пєсков, коментуючи ці повідомлення, сказав, що Путін може оголосити про висунення в будь-який день.

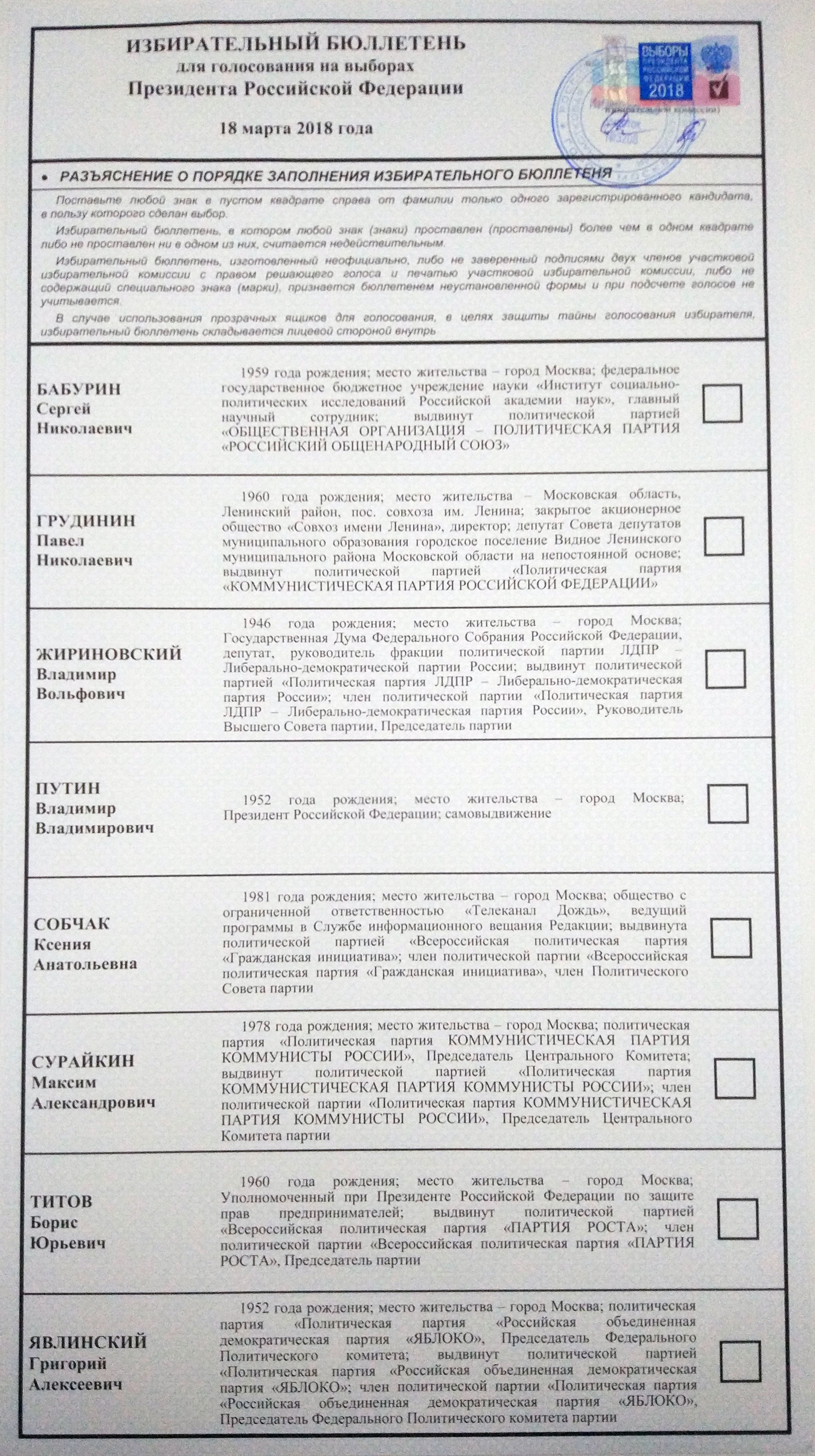
Бюлетень для голосування

6 грудня, після вручення нагород, Путін відмовився відповідати на питання про участь у виборах, заявивши, що найближчим часом він прийме рішення про те, чи брати участь у виборах. Через кілька годин, поговоривши з робочими автомобільного заводу ГАЗ, Путін оголосив, що знову балотується на пост Президента.
На виборах 2012 року Путін був номінований партією «Єдина Росія», яку він очолював у той час. Він оголосив, що він буде висуватися самостійно 14 грудня 2017 року на своїй щорічній пресконференції. Це вже третій раз, коли він буде висуватися, як самовисуванець. Йому доведеться зібрати не менше 300,000 підписів на його підтримку, тільки після цього він буде допущений на вибори.
Офіційне висунення Путіна відбулося 26 грудня 2017 року. До ініціативної групи увійшли 668 осіб, у тому числі колишній міністр економіки Олександр Шохін, хокеїст Олександр Карелін, ректор Московського державного університету Віктор Садовничий, директор Бакулевского наукового центру серцево-судинної хірургії Лео Бокерія, член Ради Федерації і генеральний секретар «Єдиної Росії» Андрій Турчак, президент «Опори Росії» Олександр Калінін, співзасновник Лабораторії Касперського Наталія Касперська, лідер партії «Справедлива Росія» Сергій Миронов, а також члени Державної Думи.

Спонсорами кампанії Путіна стали регіональні фонди, що підтримують «Єдину Росію». 6 лютого зареєстрований кандидатом у президенти Росії.

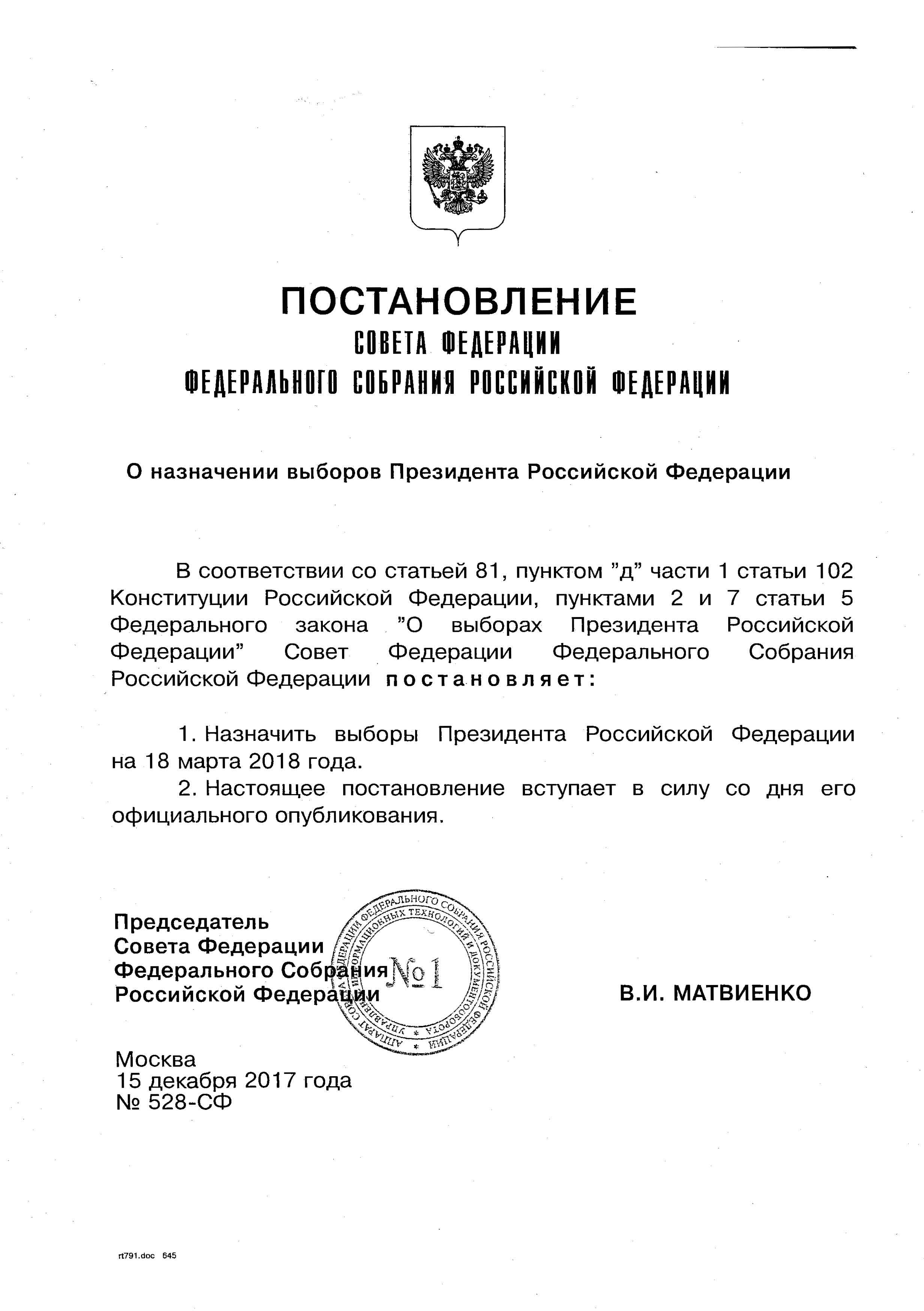
Постанова Ради Федерації від 15 грудня 2017 року № 528-СФ «Про призначення виборів Президента РФ»

Хокеїстом Олександром Овечкіним 2 листопада 2017 року було засновано громадський рух «Putin Team» («Команда Путіна») на підтримку Путіна, до якого приєдналися російські спортсмени, актори, музиканти та громадські діячі: Євген Малкін, Олена Ісінбаєва, Сергій Карякін, Сергій Тетюхін, Микола Расторгуєв, Поліна Гагаріна, Ілля Ковальчук, Нюша, Андрій Мерзлікін, Павло Буре, Євген Плющенко, Микола Басков, Сергій Крикальов, Михайло Галустян тощо.

### Сергій Бабурін
В передвиборчу програму Бабуріна входили плани щодо відставки уряду Медведєва. Це мало дозволити країні вийти з кризи. На посту президента Бабурін мав намір провести конституційну реформу, налагодити системи охорони здоров'я та освіти. Хотів скасувати ЄДІ і повернутися до радянської системи навчання. Обіцяв посилити візовий режим з країнами-постачальниками нелегальною масової некваліфікованої робочої сили, сприяти розвитку окупованого Криму «як законної території Росії», приділяти особливу увагу культурній сфері, вжити заходів щодо стримування зростання тарифів ЖКГ.
Бабуріна було висунуто на з'їзді очолюваної ним партії «Російський загальнонародний союз» 22 грудня 2017 року. 24 грудня він подав реєстраційні документи, проте ЦВК виявив порушення і відхилив їх. 29 грудня Бабурін знову надав документи, і вони були схвалені. 30 січня 2018 року кандидат здав підписи в Центральну виборчу комісію, а 7 лютого його офіційно зареєстрували.

### Павло Грудінін
22 грудня 2017 року II з'їзд Національно-патріотичних сил Росії висунув Юрія Болдирєва кандидатом на пост президента Росії, а Павла Грудініна на пост прем'єр-міністра. 23 грудня 2017 року, за підсумками таємного голосування, Грудінін висунутий кандидатом на пост президента Росії від КПРФ (303 делегати з'їзду проголосували «за» і 11 — «проти»). Лідер КПРФ Геннадій Зюганов, особисто запропонував кандидатуру Грудініна, яка була одноголосно підтримана ЦК КПРФ, і очолив його передвиборчий штаб. На президентські вибори Павло Грудінін йде з програмою КПРФ: «Десять кроків до гідного життя».
Незабаром після висунення Павло Грудінін став активним учасником телепередач на головних федеральних телеканалах, таких як «Перший» і «Росія-1», де вперше провів дебати з одним із своїх суперників у президентській гонитві Жириновським.
12 січня 2018 року ЦВК Росії офіційно зареєстрував Грудініна як кандидата. 19 січня Грудінін почав поїздки по регіонах, він планує відвідати 10-15 суб'єктів Федерації у всіх федеральних округах.
Згідно з опитуванням ФОМ від 14 січня 2018 року, знали про Павла Грудинине 34 % опитаних, 15 % відносилося до нього позитивно, 3 % — негативно. В опитуванні від 21 січня позитивно ставилося 11 %, негативно — 6 %. Згідно з опитуванням Центру досліджень політичної культури Росії (ЦИПКР) (аналітична організація КПРФ) від 25 січня 2018 року, 11 % від усіх опитаних проголосували б за Грудініна на президентських виборах, якби вибори відбулися завтра".

### Володимир Жириновський
Жириновський оголосив про свою участь у президентських виборах 28 жовтня 2016 року. У разі його обрання Жириновський обіцяв внести поправки в Конституцію Росії і радикально змінити політику країни. Зокрема, пообіцяв скасувати федеральну структуру Росії і повернути губернії, перейменувати посаду «президента Росії» в «Верховного правителя Росії» і відновити Росію в межах СРСР на 1985 рік. У березні 2017 року обіцяв оголосити загальну амністію, якщо він буде обраний президентом.
29 грудня 2017 року зареєстрований кандидатом.

### Ксенія Собчак

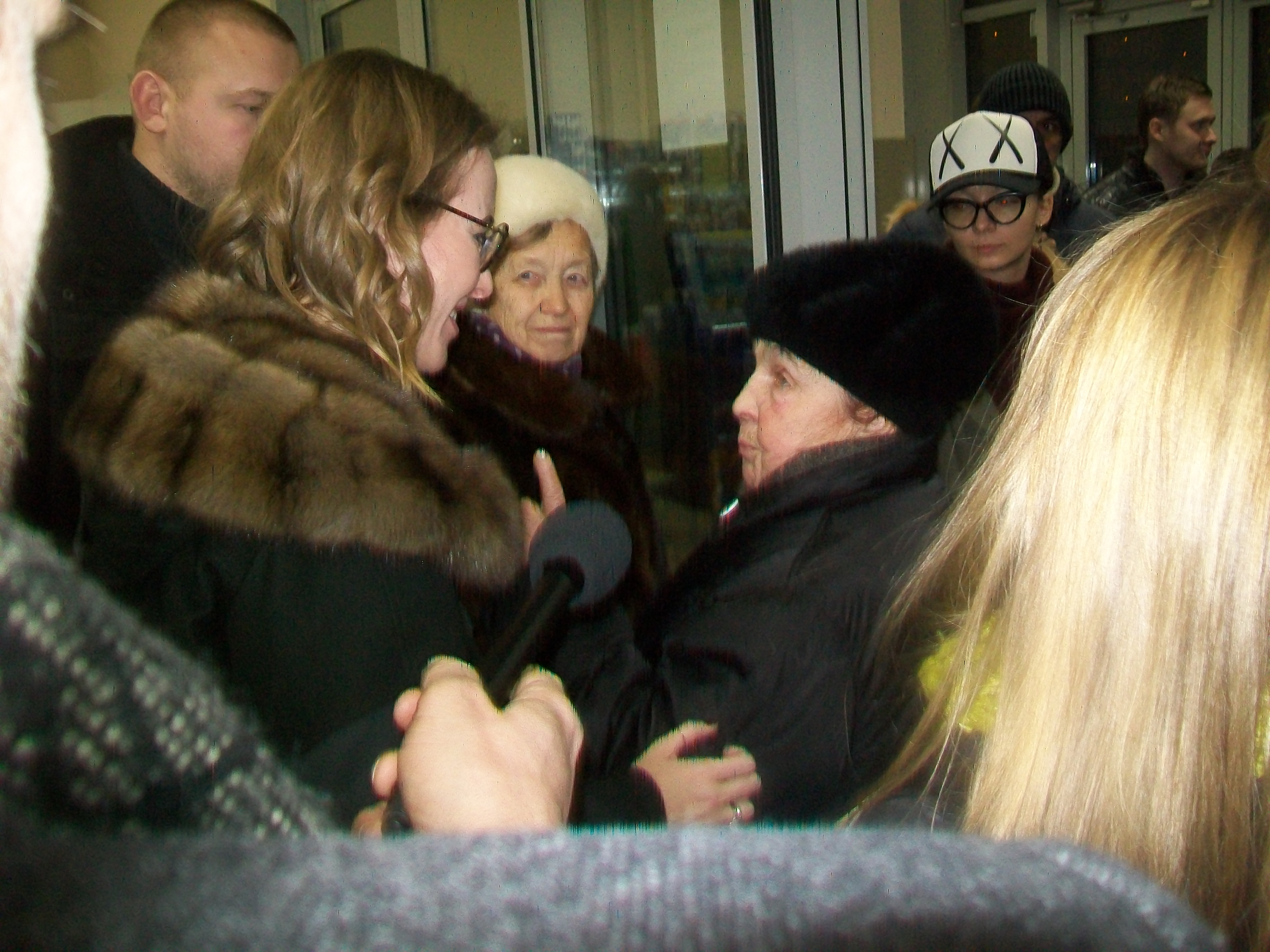
Собчак на зустрічі з пенсіонерами Єкатеринбургу, 16 грудня 2017 року

Собчак вважає себе феміністкою. У маніфесті вона висміює відсутність жіночого представництва в промисловості і політиці РФ. «Майже 500 важких професій в Росії офіційно закриті для жінок, але серед всіх інших заробітна плата жінок майже на 30 % менше, ніж у чоловіків. Серед найбільш важливих компаній в країні жінки складають близько 5 %… У будь-якому випадку половина населення країни заслуговує жіночого голосу вперше за 14 років у цих нібито чоловічих іграх».

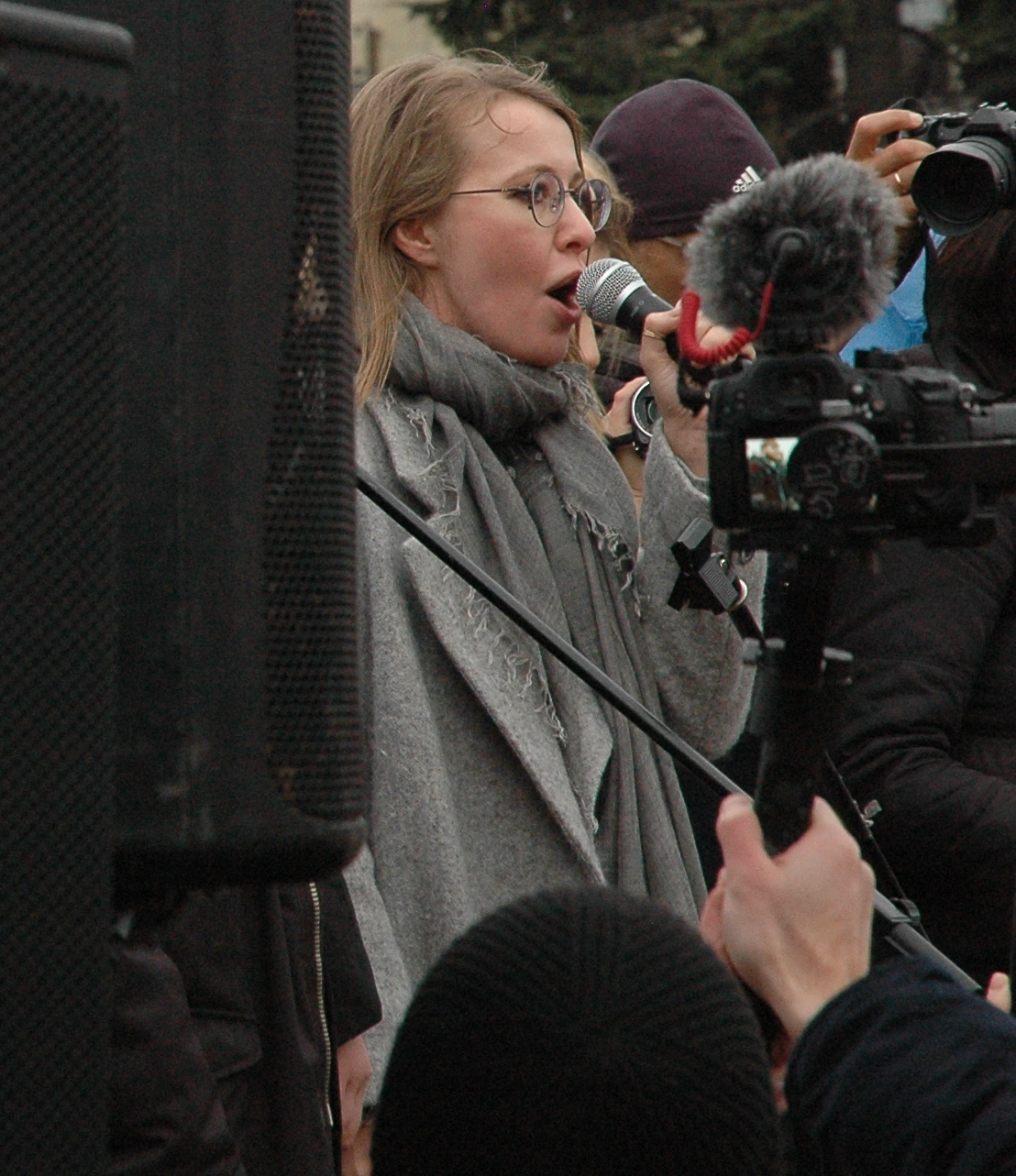
Собчак на зустрічі з петербурзькими виборцями в листопаді 2017 року

14 лютого 2018 року стало відомо, що Ксенія подала заяву в Верховний суд РФ з вимогою скасувати реєстрацію Путіна як кандидата на посаду президента. У зверненні вона вказала, що Путін «не має права висуватися і бути зареєстрованим як кандидат в президенти РФ», оскільки вже тричі обіймав цю посаду.
У ньому також сказано, що в 2012 році Путін домовився з Медведєвим про «тимчасову поступку посади президента РФ з зобов'язанням повернути її назад після закінчення обумовленого терміну». Така домовленість, на думку Собчак, є «зловживанням правом шляхом обходу закону». Згідно зі статтею 81 Конституції Росії, один і той же громадянин не має права обіймати посаду президента понад два терміни поспіль. Володимир Путін був президентом два терміни поспіль — з 2000 по 2004 та з 2004 по 2008, потім чотири роки очолював уряд, а в 2012 році знову зайняв пост глави держави. При цьому до виборів 2012 року термін президентства було збільшено з чотирьох до шести років.. 16 лютого 2018 року ВС РФ відмовився задовольнити цей позов.
Зареєстрована кандидатом 8 лютого 2018.

### Максим Сурайкін
У перші сто днів свого президентства Сурайкін збирається:
- дати публічну присягу у мавзолеї Леніна у тому, що «він зробить все можливе для повернення країни на шлях соціалізму, відновлення влади рад»,
- відправити у відставку уряд Медведєва (за винятком міністра оборони та міністра закордонних справ),
- ініціювати процес підготовки нової Конституції на основі Конституцій 1936-го і 1977-го років, видати указ «Про націоналізацію власності приватних і юридичних осіб, які брали участь у присвоєння загальнонародної власності в 1991—1993 роках», а щоб реалізувати його — розпустити Федеральні збори та ввести в країні надзвичайний стан, «що передбачає, зокрема, заборону на виїзд з країни осіб, що обіймали з 1991-го року по сьогодні державні посади, починаючи з посади радника державно-цивільної служби РФ третього класу»,
- обнулити процентну ставку рефінансування,
- припинити дію всіх комерційних банків і передати їх активи ЦБ,
- заборонити виробництво ГМО,
- ліквідувати ВАТ «РЖД» та відновити на його базі Міністерство шляхів сполучення,
- заборонити діяльність всіх приватних авіакомпаній, ввести зовнішнє управління в ПАТ «Аерофлот» для забезпечення фіксованих тарифів на пасажирські перевезення,
- зобов'язати всі релігійні організації повернути у власність держави будь-яке нерухоме майно, що раніше належало державі і передане церкві після 1991-го року і позбавити їх усіх податкових пільг,
- відновити свято Жовтневої революції 7 листопада,
- визнати терористичні угруповання ДНР і ЛНР як держави[66].

У грудні 2016 року стало відомо, що партія «Комуністи Росії» збирається висунути кандидата на пост президента.
28 травня 2017 року Пленум ЦК «Комуністів Росії» ухвалив рішення про висунення кандидатом у президенти Максима Сурайкіна.
24 грудня 2017 року Сурайкіна було офіційно висунуто на з'їзді «Комуністів Росії». У той же день він подав у Центральну виборчу комісію. Кандидатом зареєстровано 8 лютого 2018 року.

### Борис Титов
За словами Титова, основним завданням участі у виборах є просування економічної програми Партії Росту, яка була підготовлена «столипінським клубом» і представлена президенту Путіну у травні 2017 року. Під час кампанії Тітов і його команда мають намір подорожувати по країні для просування програми.

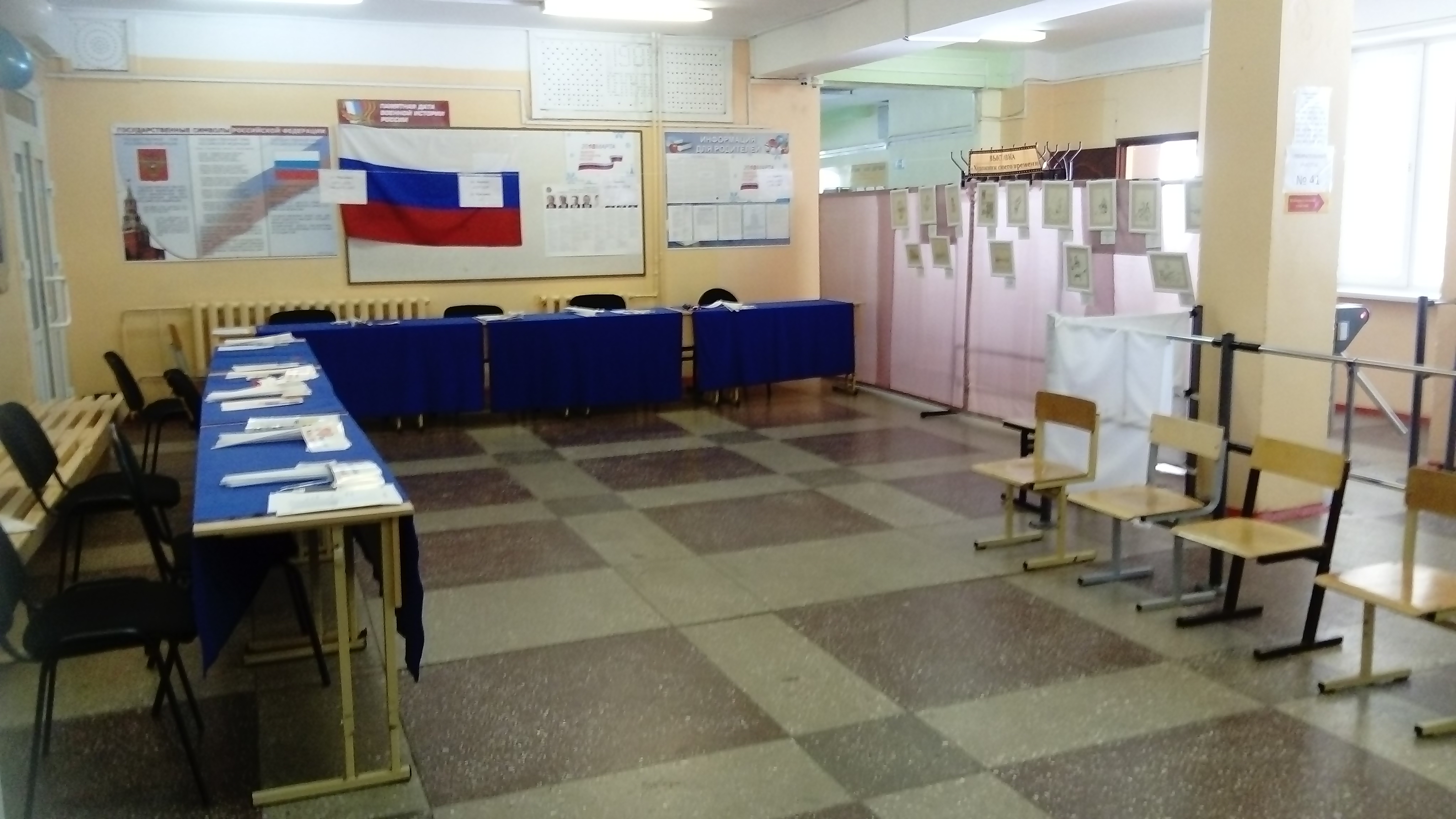
Виборча дільниця на території школи № 40 м. Петропавловська-Камчатського

21 грудня 2017 року Титов був офіційно висунутий його партією. Він подав у ЦВК документи, необхідні для реєстрації на наступний день. Документи Титова були схвалені ЦВК 25 грудня, що означало, що він міг би почати збір підписів. Партія почала збір підписів на початку січня 2018. Кандидата зареєстровано 7 лютого 2018.

### Григорій Явлінський

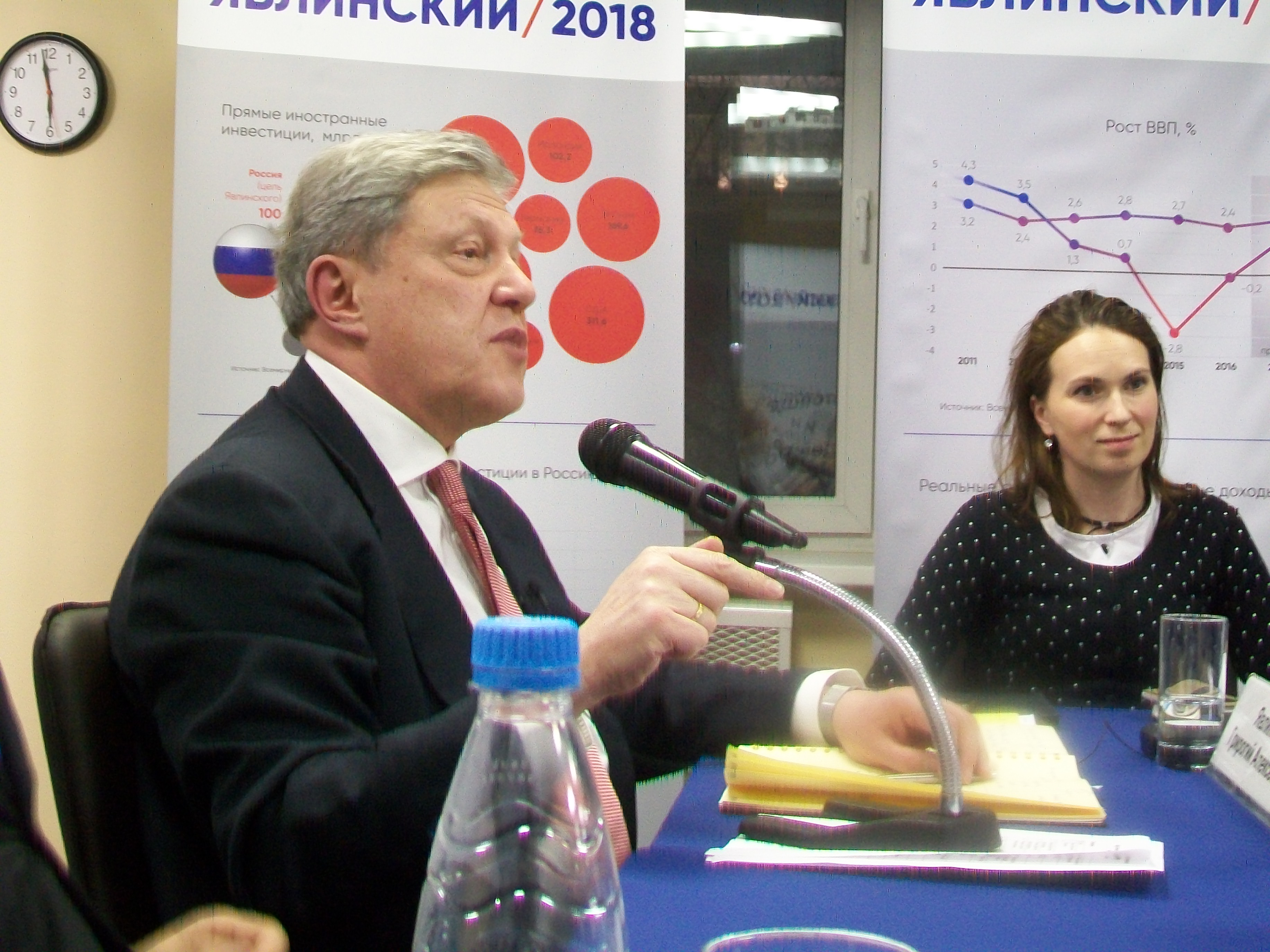
Явлінський на конференції партії «Яблуко» в Єкатеринбурзі, 12 грудня 2017 року

Програма Явлінського називається «Дорога в майбутнє» і має плани на перші 100 днів його перебування на посаді президента. Серед його двох пріоритетів — дотримання прав людини в Росії і створення сильної економіки.
Явлінський заявив, що однією з його головних цілей буде боротьба з бідністю. Він хоче дати три акри землі безкоштовно кожній російській родині, щоб була можливість побудувати там будинок і розвивати землю.
Явлінський вважає, що будь-яка ескалація напруженості з Північною Кореєю і можливість ядерного конфлікту там представляють серйозну загрозу для Росії, і тому він не підтримує Дональда Трампа і його дії щодо Північної Кореї.
7 лютого 2018 зареєстрований кандидатом у президенти.

### Олексій Навальний

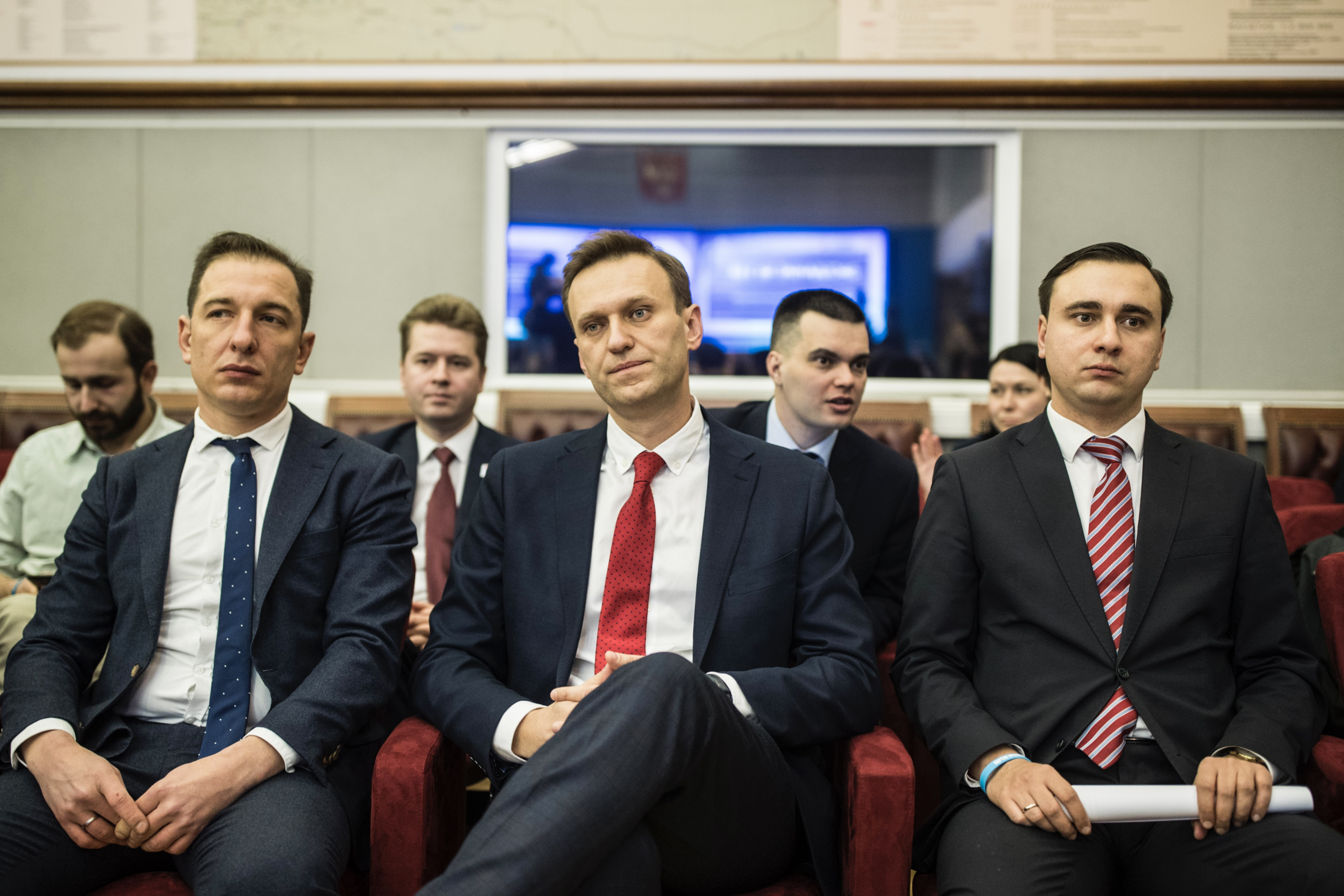
Навальний в ЦВК РФ, 25 грудня 2017 року

13 грудня 2016 року Навальний оголосив, що має намір балотуватися на президентських виборах 2018 року, опублікував основні положення своєї передвиборчої програми і почав збирати прихильників. Він відкрив онлайн-реєстрацію виборців, готових поставити підпис за його висунення, і набір волонтерів, які бажають працювати під час кампанії, а також розпочав збір коштів через краудфандинг. До кінця грудня 2017 за нього обіцяли віддати підпис 704,000 осіб, при цьому 100,000 заздалегідь надали свої паспортні дані. Також, за словами Навального, вдалося зібрати 242 млн рублів пожертвувань і залучити 190 тисяч волонтерів.
У січні 2017 начальник штабу Навального Леонід Волков сформулював завдання кампанії: підготовка до збору підписів, підготовка спостерігачів, агітація. Для вирішення цих завдань до кінця грудня 2017 року були створені регіональні штаби в 84 містах Росії, перший відкрився 4 лютого 2017 року — в Санкт-Петербурзі.

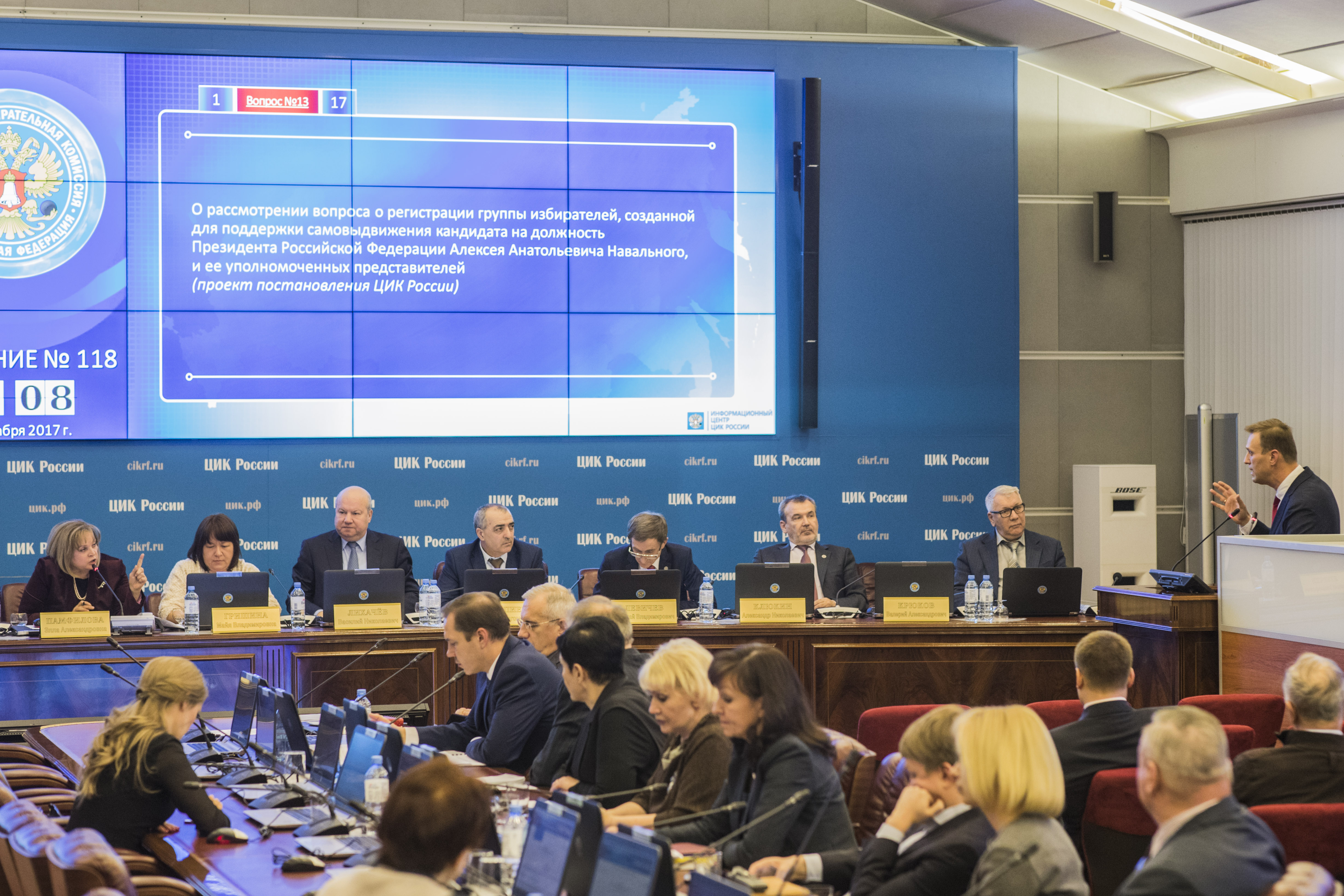
Виступ Навального в ЦВК РФ 25 грудня 2017 року

У вересні 2017 року Комітет міністрів Ради Європи, який здійснює нагляд за виконанням рішень ЄСПЛ, вирішив, що Росія не повною мірою виконала рішення ЄСПЛ за першим вироком у справі «Кіровлісу». КІССЕ закликав Росію терміново вжити заходів для усунення наслідків першого вироку; зокрема, заборони на те, щоб Навальний балотувався на виборах. Мін'юст заявив, що рішення ЄСПЛ було виконано.
24 грудня 2017 року в 20 містах Росії відбулися збори ініціативних груп з висунення Навального кандидатом у президенти.
25 грудня 2017 року ЦВК відмовила Навальному в реєстрації кандидатом на виборах за незнятої і непогашеної судимості у справі «Кіровлісу». Верховний суд не задовольнив скарги Навального на рішення ЦВК. Конституційний суд відмовився розглядати скаргу Навального.
28 грудня редакція газети «Ведомости» обрала Навального політиком року. Редакція зазначила, що Навальний виявився фактично єдиним політиком, який провів повноцінну виборчу кампанію в передвибочому 2017 році. На думку редакції, він став ключовою фігурою майбутніх президентських виборів, по суті, формуючи їх порядок..

### Можливі кандидати
ЦВК РФ відмовилася допустити Олексія Навального і Олега Лур'є на президентські вибори, через їхні судимості

### Спостереження за виборами

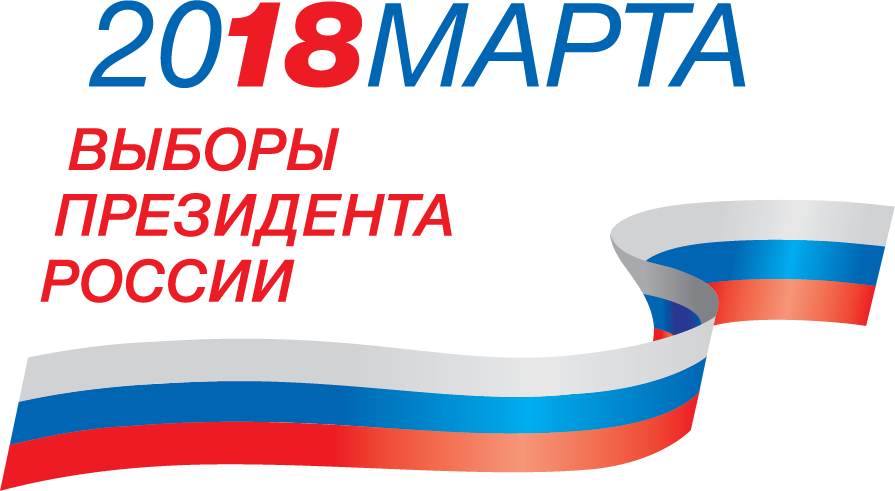
Логотип президентських виборів в Росії 2018 року

На виборах було організовано відеоспостереження голосування та підрахунку голосів, а також приміщень виборчих комісій, де будуть здійснюватися складання та підписання підсумкових протоколів. На виборах місію спостерігачів від СНД очолив заступник голови виконкому СНД В. Гумінський.

## Результати
Вибори пройшли на 97,3 тис. виборчих дільниць у регіонах країни і на 401 ділянці за кордоном.
| Місце                                   | Кандидат                              | Отримав голосів | %        |
| --------------------------------------- | ------------------------------------- | --------------- | -------- |
| Попередні підсумки                      |                                       |                 |          |
| 1.                                      | Путін Володимир Володимирович         | 56388619        | 76,69    |
| 2.                                      | Грудінін Павло Миколайович            | 8657747         | 11,77    |
| 3.                                      | Жириновський Володимир Вольфович      | 4154661         | 5,65     |
| 4.                                      | Собчак Ксенія Анатоліївна             | 1236340         | 1,68     |
| 5.                                      | Явлінський Григорій Олексійович       | 769132          | 1,05     |
| 6.                                      | Титов Борис Юрійович                  | 556653          | 0,76     |
| 7.                                      | Сурайкин Максим Олександрович         | 499244          | 0,68     |
| 8.                                      | Бабурін Сергій Миколайович            | 478751          | 0,65     |
| Недійсні бюлетені                       |                                       |                 |          |
| Разом                                   |                                       |                 |          |
| Дійсні бюлетені                         |                                       |                 |          |
| Недійсні бюлетені                       |                                       |                 |          |
| Проголосували                           |                                       |                 |          |
| Число тих, хто проголосував в РФ        |                                       |                 |          |
| Число тих, хто проголосував за кордоном |                                       |                 |          |
| Число виборців (явка 67,48 %)           | Число виборців (явка 67,48 %)         |                 | 100,00 % |
| Виборці                                 |                                       |                 |          |
| Число виборців в РФ                     | Число виборців в РФ                   | 108520539       | 99,60 %  |
| Число виборців за кордоном              | Число виборців за кордоном            | 423673          | 0,39 %   |
| Число виборців у Байконурі              | Число виборців у Байконурі            | 14575           | 0,01 %   |
| Число включених у список виборців       | Число включених у список виборців     | 108960093       | 100,00 % |
| Бюлетені                                |                                       |                 |          |
| Число бюлетенів, виданих достроково     | Число бюлетенів, виданих достроково   | 215229          |          |
| Число бюлетенів, виданих на ділянці     | Число бюлетенів, виданих на ділянці   | 68546242        |          |
| Число бюлетенів, виданих поза ділянки   | Число бюлетенів, виданих поза ділянки | 4820521         |          |
| Кількість виданих бюлетенів             | Кількість виданих бюлетенів           | ?               | 100,00 % |

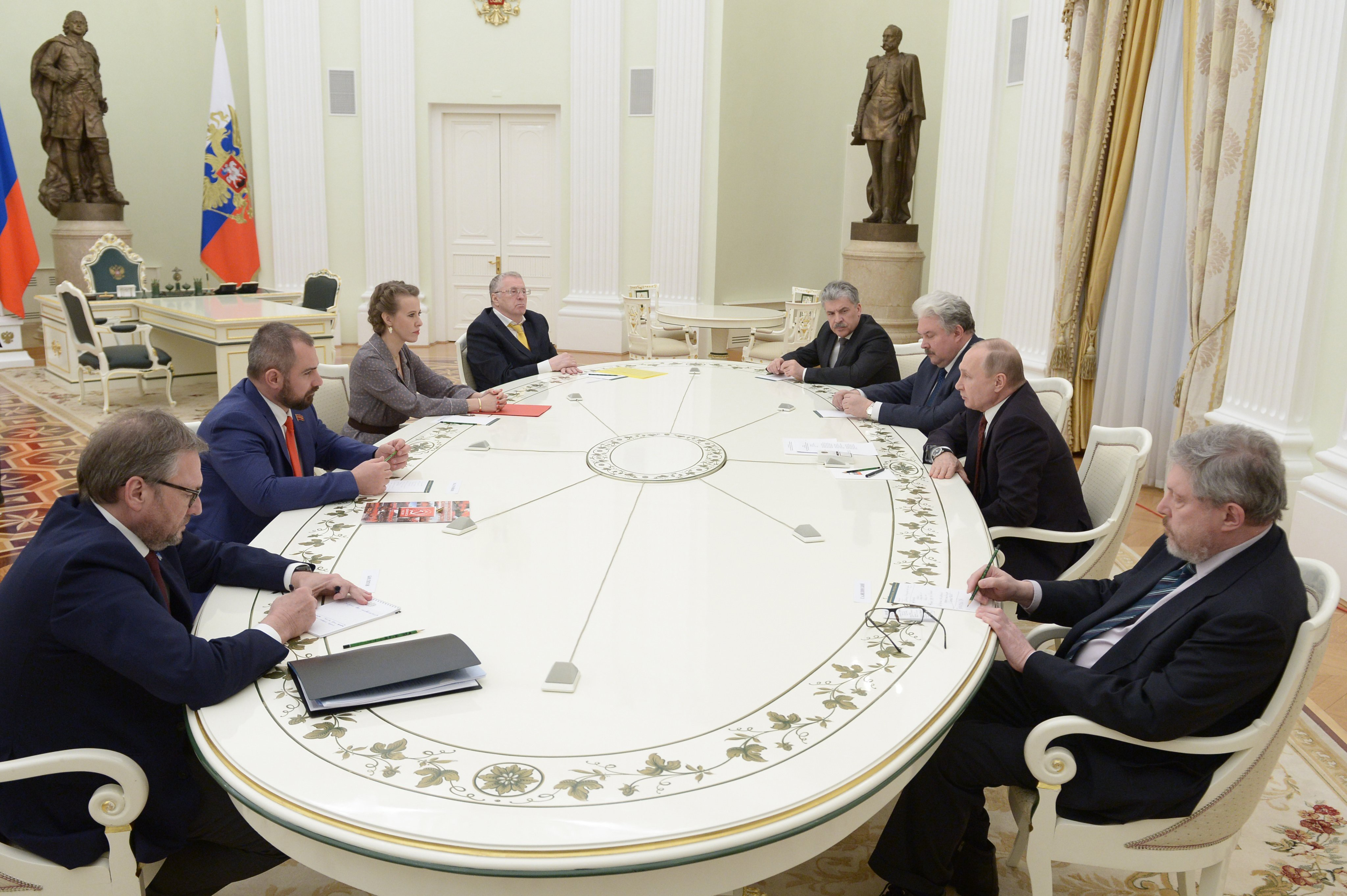
Зустріч кандидатів на посаду
Президента Російської Федерації
Володимиром Путіним. Москва, Кремль,
19 березня 2018 року

За даними ЦВК, перемогу здобув чинний Президент Російської Федерації Володимир Путін, тим самим він був обраний на другий термін поспіль (або четвертий, якщо враховувати його президентські терміни з 2000 по 2008 рік). Він отримав 56 430 712 голосів виборців, тобто 76,69 % від яких взяли участь у голосуванні. На цю мить (19 березня 2018 року) це його максимальний результат за участь у президентських виборчих кампаніях (у відсотковому відношенні). Від загальної кількості виборців, включених до списків, він за офіційними даними, отримав 51,77 % голосів. 
Остаточна явка (що взяли участь у виборах) склала 73 629 581 особа (67,54 % від загальної кількості виборців, включених у списки).

### Інавгурація
3 квітня 2018 року голова ЦВК РФ Елла Памфілова вручила Володимиру Путіну посвідчення обраного президента.
Церемонія інавгурації вступу на посаду президента Путіна відбулась 7 травня 2018 року.

### Регіональний розкид
- Приморський край — (явка:61,07 %)
- Хабаровський край — * Амурська область — * Якутія — * Сахалінська область — * Камчатський край — * Магаданська область — * Єврейська АО — * Чукотський АО — * Красноярський край — * Іркутська область — * Забайкальський край — * Бурятія — * Хакасія — * Тива — * Новосибірська область — * Кемеровська область — * Алтайський край — * Омська область — * ХМАО — Югра — * Тюменська область — * Томська область — * Ямало-Ненецький АО — * Республіка Алтай — * Свердловська область — * Башкортостан — * Челябінська область — * Пермський край — * Оренбурзька область — * Удмуртія — * Курганська область — * Татарстан — * Самарська область — * Саратовська область — * Волгоградська область — * Пензенська область — * Ульяновська область — * Астраханська область — * Калмикія — * Кіровська область — * Чувашія — * Мордовія — * Марій Ел — * Краснодарський край — * Ростовська область — * Республіка Крим — * Севастополь — * Дагестан — * Ставропольський край — * Чечня — * Північна Осетія — * Кабардино-Балкарія — * Адигея — * Карачаєво-Черкесія — * Інгушетія — * Москва — * Московська область — * Володимирська область — * Тульська область — * Тверська область — * Ярославська область — * Брянська область — * Рязанська область — * Іванівська область — * Смоленська область — * Калужська область — * Орловська область — * Костромська область — * Воронезька область — * Білгородська область — * Курська область — * Липецька область — * Тамбовська область — * Архангельська область — * Вологодська область — * Республіка Комі — * Республіка Карелія — * Ненецький АО — * Санкт-Петербург — * Ленінградська область — * Калінінградська область — * Псковська область — * Новгородська область — * Байконур — * За межами РФ —

## Реакція в Україні
Україна не визнаватиме результати президентських виборів, які Росія провела в анексованому Криму. Також будуть введені санкції проти осіб, причетних до організації цих виборів. В заяві представника ЄС при ООН Жоао Вале де Алмейда також йдеться про те, що Європейський Союз не визнає проведення виборів Росією на території півострова. Своєю чергою, президент Порошенко подякував як президенту Австрії, так і австрійському уряду за офіційну позицію, висловлену на вебсайті міністерства закордонних справ Австрії, що вони «не надсилають спостерігачів у Крим, не вітають і не визнають»